# Wallonie Picarde Phoenix
I Wallonie Picarde Phoenix sono una squadra di football americano di Tournai, in Belgio.
Fondati nel 1986 come Tournai Cardinals in seguito alla fusione fra i Tournai Bulls e i Tournai Blue Sharks; nel 2000 i Cardinals si sciolsero, e l'anno successivo furono fondati i Tournai Phoenix. Nel 2012 cambiano nome in Wallonie Picarde Phoenix. Hanno conquistato per 4 volte il Belgian Bowl (giocandolo 6 volte).

## Dettaglio stagioni

### Tornei nazionali

#### Campionato

##### BFL/BAFL Elite
| Stagione | regular season | regular season | regular season | regular season | regular season | regular season | playoff | playoff | playoff | playoff | playoff | playoff    | playoff    |
|          | Vin            | Par            | Per            | Tot            | PF             | PS             | Vin     | Per     | Tot     | PF      | PS      | risultato  | avversaria |
| -------- | -------------- | -------------- | -------------- | -------------- | -------------- | -------------- | ------- | ------- | ------- | ------- | ------- | ---------- | ---------- |
| 2014     | 0              | 0              | 5              | 5              | 19             | 247            | -       | -       | -       | -       | -       | -          | -          |
| 2019     | 0              | 0              | 7              | 7              | 18             | 277            | -       | -       | -       | -       | -       | Retrocessi | -          |
| Totale   | 0              | 0              | 12             | 12             | 37             | 524            | -       | -       | -       | -       | -       |            |            |

Fonti: Sito Eurobowl.info Archiviato il 19 ottobre 2017 in Internet Archive.

#### BAFL National
| Stagione | regular season | regular season | regular season | regular season | regular season | regular season | playoff | playoff | playoff | playoff | playoff | playoff   | playoff    |
|          | Vin            | Par            | Per            | Tot            | PF             | PS             | Vin     | Per     | Tot     | PF      | PS      | risultato | avversaria |
| -------- | -------------- | -------------- | -------------- | -------------- | -------------- | -------------- | ------- | ------- | ------- | ------- | ------- | --------- | ---------- |
| 2020     | 0              | 0              | 2              | 2              | 0              | 78             | -       | -       | -       | -       | -       | -         | -          |
| Totale   | 0              | 0              | 2              | 2              | 0              | 78             | -       | -       | -       | -       | -       |           |            |

Fonti: Enciclopedia del Football - A cura di Roberto Mezzetti

##### LFFA DII
| Stagione | regular season | regular season | regular season | regular season | regular season | regular season | playoff | playoff | playoff | playoff | playoff | playoff               | playoff                                         |
|          | Vin            | Par            | Per            | Tot            | PF             | PS             | Vin     | Per     | Tot     | PF      | PS      | risultato             | avversaria                                      |
| -------- | -------------- | -------------- | -------------- | -------------- | -------------- | -------------- | ------- | ------- | ------- | ------- | ------- | --------------------- | ----------------------------------------------- |
| 2015     | 3              | 0              | 1              | 4              | 155            | 40             | -       | -       | -       | -       | -       | -                     | -                                               |
| 2016     | 6              | 0              | 0              | 6              | 201            | 48             | 0       | 1       | 1       | 10      | 21      | Campioni/Non promossi | Waterloo Warriors                               |
| 2017     | 3              | 0              | 3              | 6              | 106            | 80             | -       | -       | -       | -       | -       | -                     | -                                               |
| 2018     | 2              | 1              | 1              | 4              | 50             | 35             | 2       | 0       | 2       | 48      | 12      | Campioni/Promossi     | Grez-Doiceau Fighting Turtles/Waterloo Warriors |
| Totale   | 14             | 1              | 5              | 20             | 512            | 203            | 2       | 1       | 3       | 58      | 33      |                       |                                                 |

Fonti: Sito Eurobowl.info Archiviato il 19 ottobre 2017 in Internet Archive.

### Tornei internazionali

#### Euro Cup
| Stagione | regular season | regular season | regular season | regular season | regular season | regular season | playoff | playoff | playoff | playoff | playoff | playoff   | playoff    |
|          | Vin            | Par            | Per            | Tot            | PF             | PS             | Vin     | Per     | Tot     | PF      | PS      | risultato | avversaria |
| -------- | -------------- | -------------- | -------------- | -------------- | -------------- | -------------- | ------- | ------- | ------- | ------- | ------- | --------- | ---------- |
| 1996     | 1              | 0              | 1              | 2              | 34             | 55             | -       | -       | -       | -       | -       | -         | -          |
| 1997     | 0              | 0              | 1              | 1              | 0              | 31             | -       | -       | -       | -       | -       | -         | -          |
| Totale   | 1              | 0              | 2              | 3              | 34             | 86             | -       | -       | -       | -       | -       |           |            |

Fonti: Sito Eurobowl.info Archiviato il 19 ottobre 2017 in Internet Archive.

#### BeNeLux Big Five Division
| Stagione | regular season | regular season | regular season | regular season | regular season | regular season | playoff | playoff | playoff | playoff | playoff | playoff      | playoff           |
|          | Vin            | Par            | Per            | Tot            | PF             | PS             | Vin     | Per     | Tot     | PF      | PS      | risultato    | avversaria        |
| -------- | -------------- | -------------- | -------------- | -------------- | -------------- | -------------- | ------- | ------- | ------- | ------- | ------- | ------------ | ----------------- |
| 1999     | 6              | 0              | 0              | 6              | 170            | 28             | 0       | 1       | 1       | ?       | ?       | Benelux Bowl | Rotterdam Trojans |
| 2000     | 1              | 0              | 2              | 3              | 20             | 70             | -       | -       | -       | -       | -       | -            | -                 |
| Totale   | 7              | 0              | 2              | 9              | 190            | 98             | 0       | 1       | 1       | ?       | ?       |              |                   |

Fonti: Sito Eurobowl.info Archiviato il 19 ottobre 2017 in Internet Archive.

## Riepilogo fasi finali disputate
| Anno           | Luogo     | Evento                    | Fase del torneo      | Incontro                                                 | Risultato |
| 5 giugno 1999  | Bruxelles | BeNeLux Big Five Division | Benelux Bowl         | Tournai Cardinals - Rotterdam Trojans                    | p - v     |
| 19 giugno 2016 | Andenne   | LFFA Division II          | Spareggio promozione | Wallonie Picarde Phoenix - Waterloo Warriors             | 10 - 21   |
| 27 maggio 2018 | Tournai   | LFFA Division II          | LFFA Bowl            | Grez-Doiceau Fighting Turtles - Wallonie Picarde Phoenix | 0 - 12    |

## Palmarès

### Titoli nazionali
- 4 Belgian Bowl (1995, 1996, 1997, 1998)
- 1 Coppa del Belgio (1994)
- 1 Campionato belga di seconda divisione (1993)
- 1 LFFA Division II (2016)